# Arrufiac
L’arrufiac est un cépage blanc. Voir https://www.plantgrape.fr/fr/varietes/varietes-a-fruits/21

## Description
Cépage assez fin, utilisé notamment dans les vins blancs de Gascogne, du Béarn, du Gers (comme les Côtes-de-Saint-Mont et les Côtes de Gascogne). Il est souvent utilisé en association avec le Petit Courbu. Il est à la base des vins blancs secs ou moelleux de l'appellation Pacherenc-du-Vic-Bilh.